# Warrenben Conservation Park
Warrenben Conservation Park är en park i Australien. Den ligger i delstaten South Australia, omkring 140 kilometer väster om delstatshuvudstaden Adelaide. Warrenben Conservation Park ligger 55 meter över havet.
Trakten runt Warrenben Conservation Park är nära nog obefolkad, med mindre än två invånare per kvadratkilometer.. Närmaste större samhälle är Marion Bay, omkring 13 kilometer söder om Warrenben Conservation Park. 
I omgivningarna runt Warrenben Conservation Park växer huvudsakligen savannskog. Genomsnittlig årsnederbörd är 719 millimeter. Den regnigaste månaden är juni, med i genomsnitt 136 mm nederbörd, och den torraste är januari, med 20 mm nederbörd.